# Deborah Tepper Haimo
Deborah Tepper Haimo (* 1. Juli 1921 in Odessa, Ukraine; † 17. Mai 2007 in Claremont (Kalifornien), Kalifornien, Vereinigte Staaten) war eine US-amerikanische Mathematikerin und Hochschullehrerin. Sie war Professorin für Mathematik an der University of Missouri in St. Louis und wurde zur Präsidentin der Mathematical Association of America (MAA) gewählt.

## Leben und Werk
Haimo wuchs in Israel, damals britisches Mandatsgebiet Palästina, auf und wanderte im Alter von 11 Jahren in die Vereinigten Staaten aus. Sie besuchte die Girl's Latin School. 1939 schrieb sie sich am Radcliffe College ein. Sie wollte nicht an einer Highschool unterrichten, weil Lehrerinnen damals ihre Stelle an den öffentlichen Schulen Bostons nicht behalten konnten, wenn sie heirateten. Sie studierte daher  Mathematik als Hauptfach und bekam nach ihrem zweiten Jahr die Möglichkeit, Mathematikkurse an der Harvard University zu besuchen. Sie schloss ihr Studium am Radcliffe College 1943 mit magna cum laude sowohl mit einem Bachelor- als auch einem Master-Abschluss ab. 1944 heiratete sie den Mathematiker Franklin Tepper Haimo, mit dem sie fünf Kinder bekam.
Haimo verbrachte dann ein Jahr als kommissarische Leiterin der physikalischen und mathematischen Wissenschaften am Lake Erie College, gefolgt von einem weiteren Jahr als Dozentin an der Northeastern University. Von 1948 bis 1961 war sie Dozentin an der Washington University und wechselte dann an die Southern Illinois University. Nach einer zehnjährigen Pause nahm sie ihr Studium wieder auf und promovierte 1964 bei David Vernon Widderan der Harvard University mit der Dissertation: Integral Equations Associated with Hankel Transforms. Diese Arbeit untersuchte Faltungstransformationen im Zusammenhang mit der Hankel-Transformation.
Sie wurde nach ihrer Promotion zur Assistenzprofessorin und später zur außerordentlichen Professorin an der Southern Illinois University befördert. 1968 wechselte sie als ordentliche Professorin an die Fakultät für mathematische Wissenschaften der University of Missouri in St. Louis (UMSL). Sie wurde mit dem Aufbau der dortigen Mathematikabteilung beauftragt und lehrte dort bis zu ihrer Pensionierung im Jahr 1992. In dieser Zeit war Haimo zweimal Vorsitzende der Mathematikabteilung. Das akademische Jahr 1972/73 verbrachte sie als Mitglied des Institute for Advanced Studies in Princeton.
Nach ihrer Emeritierung an der UMSL im Jahr 1992 zog Haimo nach Kalifornien und war als Gastwissenschaftlerin an der Fakultät für Mathematik der University of California in San Diego tätig.
Haimo veröffentlichte über 40 mathematische Arbeiten, die erste erschien 1956 in den Proceedings of the American Mathematical Society  zum Thema  A note on convex mappings.
Haimo war Mitglied des Kuratoriums des Radcliffe College und des Aufsichtsrats der Harvard University. Sie veröffentlichte über 45 Artikel zur klassischen Analysis, insbesondere zu Verallgemeinerungen der Wärmegleichung, speziellen Funktionen und harmonischer Analysis. Sie war Mitherausgeberin des SIAM Journal on Mathematical Analysis und des American Mathematical Monthly. Sie war langjähriges Mitglied der Mathematical Association of America und war 1991 und 1992 deren Präsidentin.
Haimo starb 2007 im Alter von 85 Jahren.
1991 stiftete die Mathematical Association of America die Auszeichnung Awards for Distinguished College or University Teaching of Mathematics, um Hochschullehrer zu ehren, die allgemein als außerordentlich erfolgreich anerkannt waren und deren Lehrwirksamkeit nachweislich über ihre eigenen Institutionen hinaus Einfluss hatte. 1993 benannte der MAA-Verwaltungsrat die Auszeichnung um in  Deborah and Franklin Haimo Awards for Distinguished College or University Teaching of Mathematics.

## Auszeichnungen und Ehrungen (Auswahl)
- 1993: Alumnae Recognition Award, Radcliffe College
- 1996: Fellow der American Association for the Advancement of Science (AAAS)[7]
- 1997: Yueh-Gin Gung and Dr. Charles Y. Hu Award der MAA[8]